# Party for two
«Party for Two» (en español: Fiesta para dos) es una canción escrita por la cantante canadiense Shania Twain y el productor Robert Lange, grabada por Twain en su quinto álbum Greatest Hits (2004). Se grabaron dos versiones de la canción, una versión más country, que contaba con la colaboración vocal del cantante country Billy Currington, y una versión más pop, que contaba con la colaboración del cantante canadiense Mark McGrath, vocalista de la banda de rock Sugar Ray. La canción fue el primer sencillo del álbum y se lanzó en casi todos los mercados: country, pop, europeos y otros mercados mundiales. Demostró ser otro gran éxito de Twain, ya que, hasta el momento, es su tercer debut más alto en la lista de canciones country en Estados Unidos, además de ser un enorme éxito en Europa. Así, también en Europa, la pista fue remezclada por varios Djs, convirtiéndola en una de sus canciones con más remezclas.
En el 2005 la canción fue certificada de oro por vender más de 100 000 descargas digitales.

## Vídeo musical
El videoclip de “Party for Two” se filmó en Londres, Reino Unido, en el barrio de Mayfair, bajo la dirección de Marcus Raboy. La filmación comenzó en el cumpleaños número 39 de Twain, el 28 de agosto del 2004, y terminó el 29 de agosto del mismo año.
En el vídeo se puede ver a Twain caminando por la ciudad, repartiendo invitaciones a los trabajadores para que asistan a su fiesta. Al final del vídeo se puede ver a Twain en su fiesta cantando y bailando.
Se grabaron dos versiones del vídeo, una con Billy Currington y otra con Mark McGrath, cada uno aparece en su respectiva versión de la canción (country o pop).

## Recepción
“Party for Two” debutó en la lista Billboard Hot Country Singles & Tracks de Estados Unidos en la semana del 18 de septiembre del 2004 en el número 39, convirtiéndolo en su segundo debut más alto en esta lista. El sencillo se mantuvo por 20 semanas en la lista y alcanzó su punto máximo el 25 de diciembre del 2004 en el número siete. "Party for Two" se convirtió en el décimo sexto sencillo top diez y vigésimo segundo sencillo top veinte.
También llegó a un máximo del número 58 en el Hot 100 en Estados Unidos y 57 en el Hot 100 Airplay.
Internacionalmente, “Party for Two” demostró ser exitoso. En el Reino Unido debutó en su peak en el número diez, convirtiéndole en su noveno sencillo top 10 en esta lista. Se dice que la canción hubiera llegado mucho más alto si se hubiera lanzado antes que el álbum, porque se publicó dos semanas después que el álbum, cuando la mayoría de las personas ya tenían la canción.
En Canadá la canción fue la más radiada durante seis semanas, mientras que permanecía en el número dos de los sencillos más vendidos, sólo detrás de "Awake in a Dream" de Kalan Porter. En total “Party for Two” alcanzó el top 10 en seis países: Alemania, Austria, Canadá, Dinamarca, Portugal y el Reino Unido.

## Versiones oficiales
"Party for Two" es una de las canciones de Twain más remezcladas, Almighty Records que anteriormente remezcló "Thank You Baby!", lanzó seis diferentes versiones de la canción.
- Country Album Version (3:32)
- Pop Album Version (3:32)
- Country Version Radio Edit (3:26)
- Pop Version Radio Edit (3:25)
- LMC Remix (6:37)
- LMC Remix Edit (6:19)
- Kenny Hayes Mix (5:46)
- Almighty Downtown Mix (6:46)
- Almighty Downtown Dub (6:46)
- Almighty Downtown Radio Edit (3:37)
- Almighty Uptown Remix (7:49)
- Almighty Uptown Dub (8:02)
- Almighty Uptown Radio Edit (3:30)

## Posicionamiento
| Listas                                        | Posición Alcanzada |
| --------------------------------------------- | ------------------ |
| Australia Country Airplay                     | 5                  |
| Austria Singles Chart                         | 6                  |
| Canadá BDS Airplay Chart                      | 1                  |
| Canadá Singles Chart                          | 2                  |
| Dinamarca Singles Chart                       | 4                  |
| Alemania Singles Chart                        | 7                  |
| Irlanda Singles Chart                         | 41                 |
| Países Bajos Singles Chart                    | 44                 |
| Noruega Singles Chart                         | 11                 |
| Portugal Singles Chart                        | 4                  |
| Rumania Singles Chart                         | 39                 |
| Suecia Singles Chart                          | 20                 |
| Swiss Singles Chart                           | 13                 |
| Reino Unido UK Singles Chart                  | 10                 |
| EE. UU Billboard Hot Country Singles & Tracks | 7                  |
| EE. UU Billboard Adult Contemporary           | 16                 |
| EE. UU Billboard Hot 100                      | 58                 |
| EE. UU Billboard Hot Digital Tracks           | 20                 |
| EE. UU Billboard Pop 100                      | 78A                |